# ويليام دانيلسن
ويليام دانيلسن (بالنرويجية البوكمول: William Danielsen)‏ هو لاعب كرة قدم ومدرب كرة قدم نرويجي، ولد في 9 ديسمبر 1915 في ستافانغر في النرويج، وتوفي بنفس المكان في 21 أغسطس 1989. شارك مع منتخب النرويج لكرة القدم. أما مع النوادي، فقد لعب مع نادي فيكينغ.

## وصلات خارجية
- ويليام دانيلسن على موقع اتحاد النرويج (النرويجية)
- ويليام دانيلسن على موقع قاعدة بيانات كرة القدم.إي يو (الإنجليزية)
- ويليام دانيلسن على موقع ناشيونال فوتبول تيمز (الإنجليزية)
- ويليام دانيلسن على موقع عالم كرة القدم.نت (الإنجليزية)